# Leprechaunus
Leprechaunus är ett släkte av insekter. Leprechaunus ingår i familjen hornstritar.
Kladogram enligt Catalogue of Life:
| Leprechaunus | \| \| Leprechaunus cornutus \| \| \| \| \| \| Leprechaunus cristatus \| \| \| \| \| \| Leprechaunus humilis \| \| \| \| \| \| Leprechaunus longicornis \| \| \| \| \| \| Leprechaunus nyassae \| \| \| \| |
|              | \| \| Leprechaunus cornutus \| \| \| \| \| \| Leprechaunus cristatus \| \| \| \| \| \| Leprechaunus humilis \| \| \| \| \| \| Leprechaunus longicornis \| \| \| \| \| \| Leprechaunus nyassae \| \| \| \| |
|              | Leprechaunus cornutus |
|              | |
|              | Leprechaunus cristatus |
|              | |
|              | Leprechaunus humilis |
|              | |
|              | Leprechaunus longicornis |
|              | |
|              | Leprechaunus nyassae |
|              | |